# آرثر دونكان (لاعب كريكت)
آرثر دونكان (21 نوفمبر 1856 بساوثهامبتون في المملكة المتحدة - 26 أغسطس 1936 في المملكة المتحدة) (بالإنجليزية: Arthur Duncan)‏ هو لاعب كريكت بريطاني (وحمل سابقاً جنسية المملكة المتحدة لبريطانيا العظمى وأيرلندا). لعب مع نادي مقاطعة هامبشاير للكريكت ‏.

## وصلات خارجية
- آرثر دونكان على موقع إي آس بي آن كريك إنفو (الإنجليزية)